# Suessenguthia vargasii
Suessenguthia vargasii är en akantusväxtart som beskrevs av Wasshausen. Suessenguthia vargasii ingår i släktet Suessenguthia och familjen akantusväxter. Utöver nominatformen finns också underarten S. v. hirsuta.